# Українські есперантисти
|  | Службовий список статей, створений для координації робіт з розвитку теми. Це попередження не встановлюється на інформаційні списки і глосарії. |

## А
- Євгенія Аміс (нар. 1978)

## Г
- Ігор Галайчук (нар. 1956)
- Надія Гордієнко-Андріанова (1921 — 1998)
- Володимир Гордієнко — президент есперанто-клубу Ora Pordego, перекладач[1]

## Є
- Василь Єрошенко (1889/1890 — 1952)

## К
- Зиновій Книш (1906 — 1999)
- Євген Ковтонюк (нар. 1955)
- Авенір Коломиєць (1906 — 1946)
- Олександр Королевич[2]
- Микола Кривецький (1945 — 2005)
- Орест Кузьма (1892 — 1968)

## Л
- Микола Лукаш (1919 — 1988)

## М
- Євген Михайльський (1897 — 1937)

## П
- Петро Паливода (нар. 1959)
- Володимир Пацюрко – автор Великий есперантсько-український словник, педагог-філолог зі Львова
- Вікто Паюк (нар. 1959)

## Т
- Михайло Тернавський (1934 — 1998)
- Адріан Топоров (1891 — 1984)

## Ю
- Михайло Юрків (1877 — 1914)